# Баблер вусатий
Ба́блер вусатий (Napothera albostriata) — вид горобцеподібних птахів родини Pellorneidae. Ендемік Індонезії.

## Поширення і екологія
Вусаті баблери мешкають в горах Барісан на заході Суматри. Вони живуть у вологих гірських тропічних лісах. Зустрічаються на висоті від 1200 до 2850 м над рівнем моря.